# Istituto Nazionale di Alta Matematica

INdAM-Logo

Das Istituto Nazionale di Alta Matematica “Francesco Severi” (INdAM) (deutsch Nationales Institut für höhere Mathematik) ist ein auf Mathematik spezialisiertes italienisches Forschungsinstitut mit Sitz in Rom. Es wurde im Jahr 1939 auf Betreiben des Mathematikers Francesco Severi als „Königlich Nationales Institut für höhere Mathematik“ gegründet; 1946 entfiel in der Bezeichnung der Bezug auf die Staatsform und 1976 wurde es nach Severi benannt. Im Jahr 1999 übernahm das INdAM vier große Forschungsgruppen mit insgesamt über 2500 Wissenschaftlern vom Nationalen Forschungsrat CNR. Dabei handelt es sich nicht um angestellte Wissenschaftler. Die Anzahl der festen Mitarbeiter des INdAM ist relativ klein. Das INdAM unterliegt als außeruniversitäres staatliches Forschungsinstitut der Aufsicht des italienischen Ministeriums für Universitäten und Forschung.